# Beijing Benz
Beijing Benz (officiellement Beijing Benz Automotive Co., Ltd) est une coentreprise entre BAIC Motor et Daimler AG, un constructeur automobile basé à Pékin, en Chine.

## Histoire
La société a été créée en janvier 1984 en tant que coentreprise avec BAIC Motor Company de Pékin, Chine et American Motors Corporation (AMC) du Michigan, États-Unis, et la société a été nommée Beijing Jeep Corporation. Il s'agissait de la première coentreprise automobile entre des entreprises occidentales et des entreprises chinoises. En 1987, AMC a continué à fonctionner malgré son acquisition par Chrysler, mais en 1998, après la fusion du constructeur automobile allemand Daimler-Benz AG avec Chrysler, AMC a été dissoute en 2005,.
De 1987 à 1988, Mercedes a d'abord exploité une coentreprise de courte durée avec FAW (First Automotive Works), où 828 modèles Mercedes-Benz (W123) 200 et 230E Lang ont été produits, la plupart à partir de kits CKD. La société a ensuite été réorganisée en août 2005, ce qui a entraîné l'introduction de Mercedes-Benz sur le marché chinois sous le nom de Beijing Benz, et en décembre 2005, elle a lancé sa première Mercedes-Benz Classe E,.
En mars 2010, Jeep est revenu sur le marché chinois sous la direction de FIAT-GAIC, et depuis 2015, la société a commencé à produire le Jeep Cherokee (K4) à l'usine de Changsha. En 2018, le Jeep Commander / Jeep Grand Commander (K8) a été ajouté pour être assemblé à l'usine de Changsha, et ce véhicule est considéré comme un modèle exclusif pour le marché chinois. Depuis 2016, Jeep Compass (M4) et Jeep Renegade (BQ) sont produits à Guangzhou.
Depuis 2016, Beijing Benz a assemblé puis commencé à fabriquer les modèles de voitures Mercedes-Benz Classe E (une voiture à empattement long) et Classe C en Chine. 
Outre Pékin, il existe une filiale appelée Fujian Benz, fondée en 2007 à Fuzhou, dans la province du Fujian, où elle produit des véhicules utilitaires légers tels que le Mercedes-Ben Vito depuis avril 2011 et le Mercedes-Ben Sprinter depuis novembre 2011. Le modèle Viano a été lancé le même mois que le Vito et a été abandonné en avril 2015. Les voitures de classe V ont été lancées en mars 2016.